# سيندي فالنتاين
سيندي فالنتاين (بالإنجليزية: Cindy Valentine)‏ هي مغنية مؤلفة وملحنة وممثلة أمريكية، ولدت في 22 أغسطس 1975 في إيطاليا.

## وصلات خارجية
- سيندي فالنتاين على موقع IMDb (الإنجليزية)
- سيندي فالنتاين على موقع ميوزك برينز (الإنجليزية)
- سيندي فالنتاين على موقع أول ميوزيك (الإنجليزية)
- سيندي فالنتاين على موقع ديسكوغز (الإنجليزية)
- سيندي فالنتاين على موقع قاعدة بيانات الفيلم (الإنجليزية)
- سيندي فالنتاين على موقع كينوبويسك (الروسية)